# Жирова
Жи́рова — село в Україні, у Стрийському районі Львівської області. Населення становить 1387 осіб.

## Розташування
Село Жирова знаходиться у Львівській області, Стрийському районі, розташоване в полях на захід від Ходорова і майже прилягає до міста однією з своїх вулиць. На північ від Жирова знаходиться Городище Королівське, із заходу — Чортория (перейменовано сьогодні на Кам'яне) та Заліски (у всіх документах до 1939 року вживалася назва Залісці), з півдня Бородчиці та Демидів. Жирова знаходиться 10 км від Жидачева. Місцевість навколо села майже рівнинна і має висоту близько 300 м над рівнем моря.

## Походження назви
В документах XV—XIX ст. вживалася назва Жирова, деколи Жерава або Журава, також траплялося Зарава.
Назва села походить від слова «жир», яке в давнину означало урожай букового та дубового насіння. У давнину тут росли букові або дубові ліси, у яких перші мешканці цієї місцевості відгодовували свиней. В господарських інвентарях сіл Жидачівщини та Миколаївщини жиром названий врожай букового та дубового насіння. Також зазначено про випасання свиней у лісах «коли жир зродить». За це давали до двору свинську десятину — свинину (десяту свиню або гроші). Про те, що місцевість була багата на дубові ліси, свідчить давня назва частини села - Дубрівка. Біля Львова є села Жирівка та Товщів, назви яких мають аналогічне походження.
В науковій літературі є тлумачення назви села від давньослов'янського імені (Жирослов, Дамажир або подібне до них) від того могло  виникнути поселення Жирова слобода (або воля), а далі залишалося тільки перше слово назви. Але це виглядає непереконливо, бо назви з компонентами «воля» або «слобода» виникали в Галичині досить пізно — в XV—XVII ст. А в ті часи вже не вживалися згадані вище дохристиянські імена. В селі побутують легенди, нібито мав тут свої маєтки боярин Жир. Він вів оборону села від монголо-татар. Після розгрому руського війська на цій території нібито дружинник Буян створив партизанський загін, який нападав на монголів. Знищили цей загін монголи в місцевості Погиблиці.

## Історія
Перші документальні згадки про Жирову відносяться до 1411 року, але село могло виникнути і раніше, можливо навіть пережило не одну трагедію в тому історичному періоді, який не охоплений писаною історією. На таку думку наштовхують зафіксовані у селі ще у ХІХ ст. топоніми: поле Могилки, Дібровка та Погиблиці. Ці назви можуть бути свідченнями давнього заселення місцевості. Були тут луки Ганіслав, Бжухов і Підколісє. Ганіслав дуже нагадує давньоруське особове ім'я.
У податковому реєстрі 1515 року в селі документується 2 лани (близько 50 га) оброблюваної землі та ще 4 лани тимчасово вільної і з орендованої старостою 1 лан оброблюваної землі та ще 2 лани тимчасово вільної.
XV ст. можна назвати сумним часом для Львівщини. Львівський історик Д.Зубрицький у своїх дослідженнях зазначив, що татари чинили напад на галицькі землі 1416, 1438, 1452, 1453, 1457, 1473, 1476, 1479, 1482, 1491, 1496-98 роках.
Татари здобували Львів у 1423, 1438, 1447, 1453, 1469, роках, нападали на Львів 1498, 1509, 1519, 1524 року, а в 1474 році пустошили околиці Гологор і Дунаєва. Мабуть в ті роки терпіла від орди і Жирова. Не кращою була ситуація і в XVI ст.
У 1495 році село належало Дмитру Даниловичу, в 1497 році Олександру з Сємушович, в 1557 році Станіславу Чорторийському. В податковому реєстрі 1515 року зазначено, що в селі оброблялося 3 лани землі та 5 ланів пустувало. В 1545 році частиною села Жирова  володіли брати Адам та Михайло Семушовські.
У 1598 році власником Жирова та Бородчиць став подільський суддя Підфилипський, очевидно, що отримав ті села від Чорторийських, яким належали села до нього.
В 1605 році Станіслав Підфилипський передав Адамові Підфилипському села Жирова і Бородчиці, не вказано чи це були батько з сином, чи просто родичі.
Восени 1648 року село було знищене татарською ордою, яка допомагала Б.Хмельницькому звільнити українські землі від польської влади. У 1676 році село було пограбоване польським коронним військом заполонили Вишнивецьких та Малопольських.
У 1723 році тут було зібрано 70 зол. поголовного податку. Село у цей час належало Жевуським. За церковними даними 1763 року в селі мешкало 176 греко-католиків та 30 римо-католиків. Тобто тут вже з давніших часів проживало польське населення, яке зосереджувалося навколо панського двору.
У важкі 1767—1772 роки, коли в селі був фільварок, він мав позичати селянам зерно, щоб вони не розбіглися з села, або не помирали з голоду. Фільваркова служба не справлялася з доглядом за великою господаркою, тому з числа сільських господарів двір призначав двох лісників, польового та отамана. Зі списку витрат Жирівського фільварку за 1812 рік видно, що в фільварку було 8 осіб постійної служби, які отримували платню і харчі.
У 1903 році громада займала 5,56 кв. км. землі і мала 737 мешканців. У 1913 році в селі проживали 743 греко-католики, 104 римо-католики, 20 юдеїв. Вже тоді у селі працював гурток товариства «Сільський господар», який мав 25 членів. Через товариство селяни роздобували найкращі сорти зерна та породи худоби, купували мінеральні добрива та техніку для господарства. 
Не маючи зовсім ніяких документів про моє село у роки I Світової війни, важко сказати яка була доля села і людей. Відомо лише, що на війну було мобілізовано 200 чоловік, 53 з них загинули на фронтах. 1 листопада 1918 року українці взяли владу у свої руки в Галичині, але не змогли її довго втримати. Розпочалася війна з Польщею і до літа 1919 року галицька армія була витиснута за річку Збруч.

## Польська окупація
Мабуть, визначною подією для села було те, що в січні 1919 року до Ходорова приїжджав головний отаман армії УНР Симон Петлюра на переговори з військовою місією Антанти. У червні 1919 р. в Жирова вже господарювало польське військо. Польський уряд проводив політику заселення українських земель польськими колоністами. 1 квітня 1928 р. вилучено частину гміни (самоврядної громади) Жирава Бібрського повіту і з неї утворено сільську гміну Кремерувка того ж повіту. З 1.08.1934 обидва поселення увійшли до новоутвореної об'єднаної сільської гміни Ходорів.
У 1939 році в селі Жирова проживало 1070 мешканців (860 українців-грекокатоликів, 180 українців-латинників, 20 поляків і 10 євреїв), а в селі Кремерівка проживало 390 мешканців (10 українців-грекокатоликів і 380 польських колоністів міжвоєнного періоду).
Школа у Жирова
Шкільна освіта була тим містком, який відкривав українським селянським дітям дорогу в світ до кращого життя. Тому історія розвитку української школи — це історія боротьби за свою кращу долю.
У найдавніші часи, освіта починалася від науки в дяка, у якого діти навчалися рахувати, молитися, а також читати церковні книги. Такі школи були нерегулярними і їхня діяльність залежала переважно від суб'єктивних факторів. Відомо, що ще під час генеральної перевірки парафії 1764 року єпископ М.Шадурський наказав порохам заснувати в селах школи — дяківки, у яких мали жити дяки. Школи мали бути недалеко від церкви і перебувати під опікою пароха.
Невідомо коли саме постала така перша дяківка в Жирова. У 1764 році в селі ще не було школи, а у 1803 році на панському ґрунті вже стояла недавно збудована за свої кошти і покрита соломою. Та рівень знань, який вона давала, був мізерний. У 1819 році, коли складалася земельна метрика і селяни мали скріпити свої зізнання присягою, то жоден із 7 селян разом з війтом Карпом Вербівським не вмів поставити свого підпису.
Відомо, що вже наприкінці 1815 року парохи отримали розпорядження консисторії про потребу заснування парафіяльних шкіл.
Статистика свідчить, що в Галичині у 1841 році тільки 14 % дітей шкільного віку відвідували школу, а в 1850 році — тільки 13,6 %, тоді як в інших землях австрійської імперії 95-100 %.
Пани Жевуські раніше заснували в Жирова якусь фундацію і школа в 1870-х роках отримала від неї 36 зол. в рік.
У 1883 році до школи на щоденне навчання ходили 123 дитини віком 6 — 12 років та 24 дитини віком 12—15 років. У 1901 році в селі два вчителі навчали 128 учнів (111 українців), а восени школа стала двокласовою, бо навчалося 136 учнів.
За церковними даними 1932 року в 2-класній школі було 132 учні. Національно свідомі сили продовжували боротьбу за рідну школу в Жирова. В грудні 1932 року за вимогою батьків у школі ввели українську мову навчання.      

## Церква

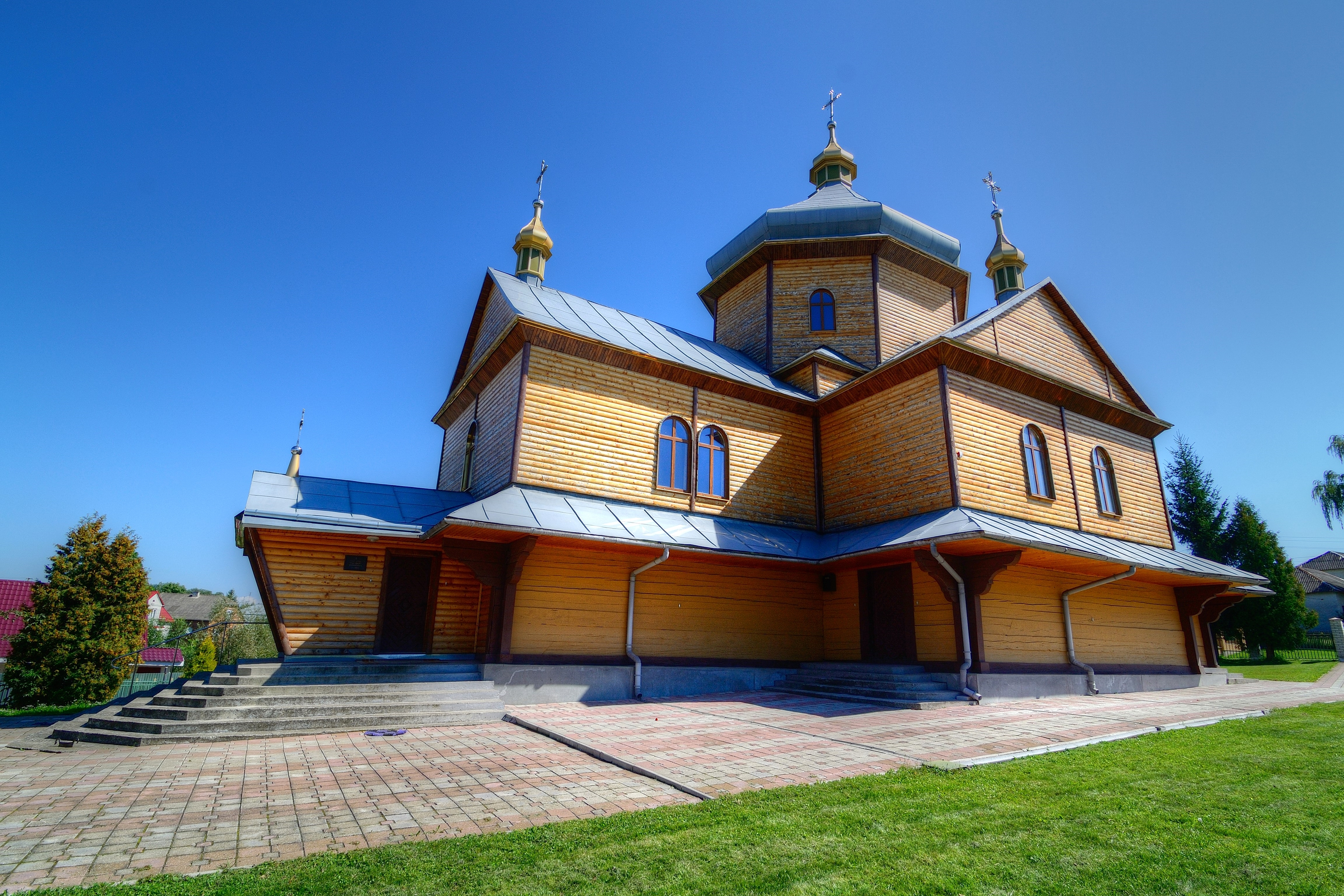
Церква св. Йосафата

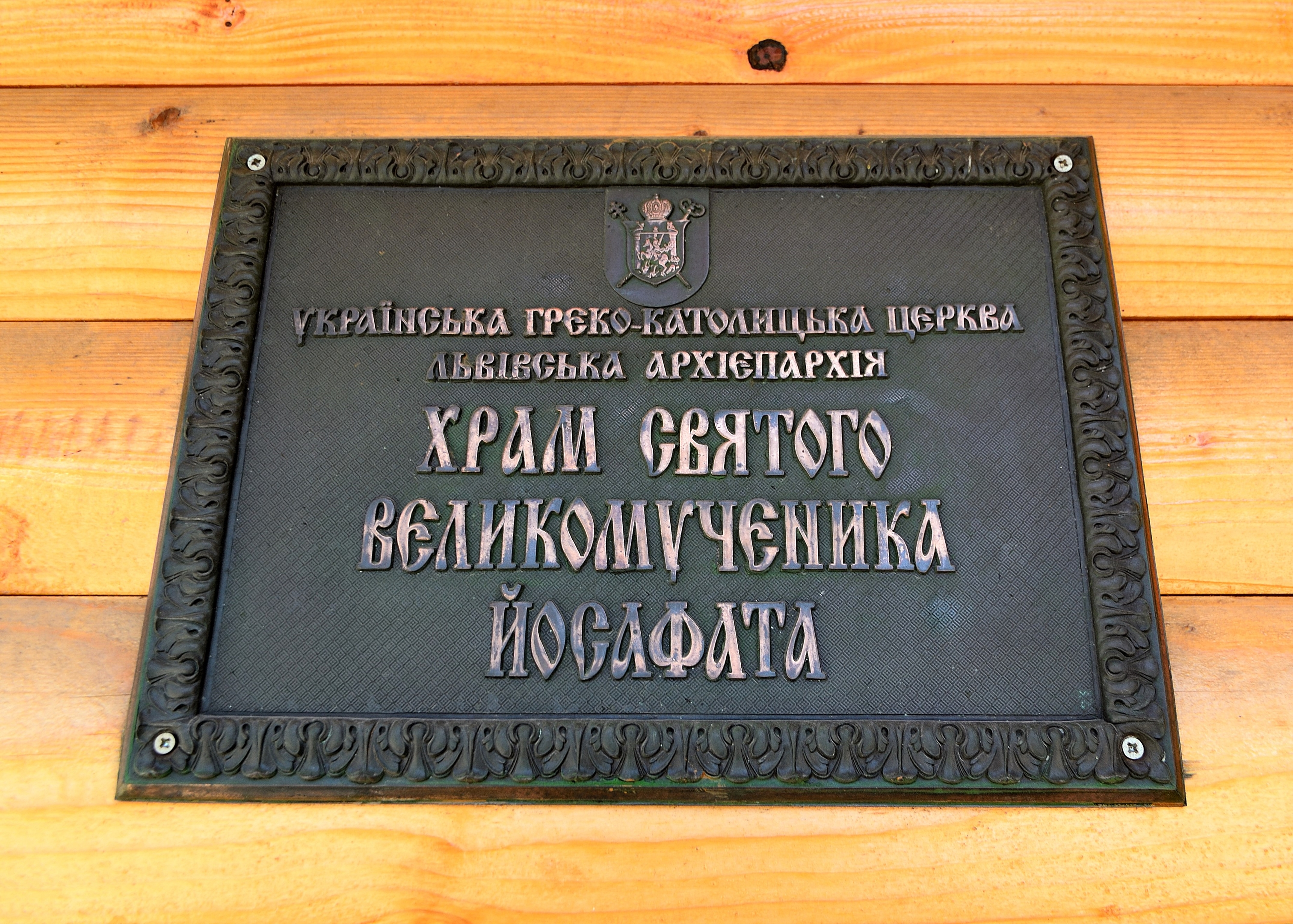
Таблиця на церкві

З прадавніх часів церква була консолідуючим та стабілізуючим фактором духовного життя села. В умовах бездержавного існування української нації протягом багатьох століть вона згуртовувала людей до громадського та політичного життя. Одночасно вона була важливим контрольним та виховним фактором в житті селян. Тому немислимо вивчити історію церковного життя в ньому. На жаль, найдавніших документів про місцеву церкву мабуть немає, бо скільки разів горіли наші церкви та села. Ті архіви документи, які зберігалися, походять з досить пізніх часів.
Близько 1723 року в селі була збудована дерев'яна церква св. Михайла. Точніше ця церква була зібрана з матеріалу розібраної церкви із села Острова. Займала площу 7х3 сажні. В акті перевірки церкви 1740 року зазначено, що в селі була 21 родина парафіян. Парохом був о. Матвій Фіалковський.
Австрійська влада взяла церкву під більший контроль, але посилала роль священика в парафії. Вже восени 1776 року священики отримали розпорядження влади негайно сповіщати державні органи про знайдені на території парафії старовинні монети та інші речі, скульптури, камені з написами, вази та інші речі, які можуть бути знайдені в землі. У 1778 році священикам, які отримували грошові додатки з державної скарбниці, було категорично заборонено вимагати «коляду» з громад. У 1792 році влада наказала, щоб священики при кожній церкві завели інвентарні списки майна. У 1788 році було визначено владою, що шлюбний вік молодят не може бути нижчим від 14 років. Восени 1808 року було наказано вести метричні книги за новим календарем. Весною 1809 року священикам була нагадана категорична заборона ховати померлих раніше 48 годин після смерті. Адже були випадки, коли ховали людей у непритомному стані.
10 липня 1837 року в селі з візитацією парафії побував Львівський митрополит Михайло Левицький. У 1864 році було збудовано парафіяльний будинок. Парохом, мабуть був о. Микола Винницький. У 1900 році парафіяни збиралися будувати серед села на площі, нову церкву. У 1901 році для будови церкви було зібрано близько 5000 крон. В селі тоді мешкали 379 греко-католиків та 180 римо-католиків. При церкві було Братство Найсвятіших Тайн, яке мало 244 члени. Дзвіниця теж була старенькою і мала 3 дзвони. В церкві зберігалися метричні книги з 1784 року.
У 1908 році в Жирова була збудована нова, дерев'яна церква, але чомусь не посвячена в честь св. Йосафата.
У 1920-х роках громада збирала кошти на малювання церкви і було зібрано понад 2000 зол.
Влітку 1935 року о. Винницький просив митрополита перевести його на посаду пароха в Стрий. Пояснював, що засидівся 40 років в Залісках внаслідок родинної традиції, бо тут працювали його стрий і батько. Отець Винницький був парохом понад 40 років і за цей час зумів піднести національну свідомість населення Ходорівщини. Не було такого віча та громадської акції, у якій не брав участі. У Залісках при ньому відновили церкву, а в Жирова — збудували нову. Перед війною організовував прощі зі всього деканату на Ясну Гору до Гошева. Будучи членом повітової ради в Бібрці, активно боровся за права українців.
У консисторії його прохання було почуте і в березні 1936 року о. Винницький від'їжджав до Стрия. Проводжали його на нову парафію в «Народному домі» в Ходорові, збудованому з його ініціативи. Але 18 січня наступного року він помер.
Від першого квітня 1936 року завідував парафією Заліски та Жирова о. Йосип Теліжин 1889 р. Протягом трьох років перед цим він завідував парафією в Руді біля Гніздичева. В лютому 1937 року просив митрополита перевести його до села Загірочко.

## Населення

### Мова
Розподіл населення за рідною мовою за даними перепису 2001 року:
| Мова                   | Відсоток |
| ---------------------- | -------- |
| українська             | 99,86%   |
| російська і білоруська | 0,14%    |

## Школа
У 1803 на панському ґрунті уже стояла збудована школа. Але вона давала низький рівень знань. Про це свідчить земельна метрика 1819 року, під якою жоден селянин разом з війтом не могли поставити підписи. У 1874 школа отримала статус державної філіальної. Матірною вважалася школа в Ходорові. Зараз школа знаходиться у колишньому панському будинку. У ній здобувають повну середню освіту 60 учнів.

## Топоніміка
В списку двірських земель 1830 року зазначені поля на Вузиськах від Чорториї, Бжухів, Підколісє, Доли від Ходорова, Погиблиці, Чорна гора, Черезгір'я, Ставище, Загребеля, Пальчиська. На місці Ставища колись був став, Загребелля знаходилося за греблею цього ставу, а на Копанях шумів ліс, який люди «викопали» (знищили). Назва Погиблиці насторожує бо в ній може бути відгомін історичних подій і могло там знаходитися поселення, яке знищили якісь вороги. Слово «бжух» у польській мові означає «живіт» (в давньоруській — «брюхо»). Можливо поле мало округлу форму і отримало таку назву, але ще в часи київської Русі. Важко пояснити походження назви Підколісє. В словнику української мови Б.Грінченка зазначено, що слово підколос є синонімом слова підпалок, а підпалок є різновидом плоского хліба. Можливо, що це поле в давнину було пісне і давало врожаї на благенькі паляниці.

## Політика

### Парламентські вибори, 2019
На позачергових парламентських виборах 2019 року у селі функціонувала окрема виборча дільниця № 460339, розташована у приміщенні сільської ради.
Результати
- зареєстровано 950 виборців, явка 41,89 %, найбільше голосів віддано за «Слугу народу» — 27,14 %, за «Голос» — 19,85 %, за Всеукраїнське об'єднання «Батьківщина» — 15,33 %.[6] В одномандатному окрузі найбільше голосів отримав Андрій Кіт (самовисування) — 37,69 %, за Андрія Гергерта (Всеукраїнське об'єднання «Свобода») — 23,12 %, за Володимира Наконечного (Слуга народу) — 14,82 %[7].

## Люди
- Теленчі Оксана Євгенівна (1950—2012) — українська журналістка, багаторічний кореспондент газети «Голос України».
- Яськів Марія Франківна (1913—?) — доярка колгоспу, Герой Соціалістичної Праці.